# José Guirao
Pour les articles homonymes, voir Guirao.
José Guirao Cabrera ([xoˈse ɣiˈɾao kaˈβɾeɾa]), né le 9 juin 1959 à Pulpí (province d'Almería) et mort le 11 juillet 2022 à Madrid, est un homme politique et administrateur culturel espagnol membre du Parti socialiste ouvrier espagnol (PSOE).
Ancien haut fonctionnaire de la Junte d'Andalousie puis du gouvernement espagnol, il est nommé en 1994 à la tête du musée Reina Sofía. Il conserve cette fonction sept ans, puis devient directeur du centre d'art contemporain madrilène La Casa Encendida en 2002. Il prend en 2014 la direction de la Fondation Montemadrid.
En juin 2018, il est choisi par Pedro Sánchez comme nouveau ministre de la Culture et des Sports en remplacement de Màxim Huerta, contraint à la démission. Il quitte ses fonctions un an et demi plus tard, lors de la formation d'un nouveau gouvernement. Il renonce à son mandat de député au Congrès, obtenu en 2019, et retourne à la gestion culturelle jusqu'à sa mort.

## Famille et enfance
José Guirao Cabrera naît le 9 juin 1959 à Pulpí, dans la province d'Almería.
Son père est propriétaire de plusieurs cinémas de manière consécutive, d'abord à Cuevas del Almanzora, puis à Almenara, et enfin à Pulpí. Dans son enfance, José Guirao participait au fonctionnement de l'entreprise, vendant les confiseries ou contrôlant les tickets à l'entrée de la salle.

## Jeunesse et débuts en politique
Il est titulaire d'une licence en philologie hispanique obtenue à l'université de Murcie.
Il est élu, en 1979, conseiller municipal de Pulpí à 19 ans, sur la liste du Parti socialiste ouvrier espagnol (PSOE). Après le scrutin local de 1983, le président de la députation provinciale d'Almería, Antonio Maresca, le nomme délégué à la Culture.
Aux élections municipales de juin 1987, il est élu conseiller municipal d'Almería et devient conseiller délégué à l'Urbanisme. Il est relevé de ses fonctions en mars suivant par le maire, Santiago Martínez Cabrejas (es), sans que celui-ci ne fournisse d'explication.

## Haut fonctionnaire
José Guirao est désigné, deux mois plus tard, président du patronage du parc naturel de Cabo de Gata-Níjar par le conseil de gouvernement de la Junte d'Andalousie. Il change de fonction dès le 14 juin, lorsque le président de la Junte, José Rodríguez de la Borbolla, le désigne directeur général des Biens culturels.
À ce poste, il impulse la création du Centre andalou d'art contemporain (Centro Andaluz de Arte Contemporáneo) et l'Institut andalou du patrimoine historique, la réalisation d'un plan général des biens culturels, et la rédaction de la loi relative au patrimoine historique. Il lance également la rénovation du musée des beaux-arts de Séville, du monastère de la Cartuja et du palais de San Telmo.
Il intègre, en 1993, l'administration de l'État en tant que directeur général des Beaux-arts et des Archives du ministère de la Culture, dirigé par Carmen Alborch.

## Responsables de structures culturelles
À peine un an après son arrivée au ministère, José Guirao est choisi pour occuper la direction du musée national centre d'art Reina Sofía (MNCARS). Dès l'année suivante, il décide de retirer la vitre blindée qui protège tableau Guernica. Il explique avoir pris cette décision pour rapprocher l'œuvre des Espagnols mais admet qu'il ne peut garantir sa sécurité à 100 %. Il valide ensuite le projet d'extension du bâtiment, confié à Jean Nouvel.
Il quitte le MNCARS en 2001, ayant ainsi conservé son poste pendant les cinq premières années de pouvoir de José María Aznar, du Parti populaire. Il rejoint l'Agence espagnole de coopération internationale en tant que conseiller aux arts plastiques.
Il est nommé en 2002 directeur de La Casa Encendida, un centre de culture contemporaine dépendant de la caisse d'épargne Caja Madrid. Après 12 ans, il est relevé de ses responsabilités pour devenir directeur de la fondation Montemadrid, qui succède, en tant que personnalité juridique, à la caisse d'épargne.
Interrogé en 2017 sur la phrase écrite dans les années 1970 par Jordi Pujol pour qui « l'Andalou vit dans un état de misère culturelle », il estime que « le problème de quelques Catalans, c'est qu'ils comprennent la différence comme la supériorité. Il me semble de mauvais goût de parler ainsi d'autres cultures ».
José Guirao est récompensé en 2022 de la Médaille d'or du mérite des beaux-arts, décernée par le Ministère de l'Éducation, de la Culture et des Sports espagnol.

## Ministre de la Culture

### Entrée en fonction
Le 13 juin 2018, le président du gouvernement Pedro Sánchez annonce qu'il a l'intention de nommer José Guirao ministre de la Culture et des Sports en remplacement de Màxim Huerta, contraint à la démission après que la presse a révélé sa condamnation pour fraude fiscale. Il est assermenté dès le lendemain devant le roi Felipe VI.
Il prend ensuite possession de son portefeuille au siège du ministère. En présence des anciens ministres Carmen Alborch, César Antonio Molina, de la ministre des Finances, María Jesús Montero, et de la ministre de l'Éducation, Isabel Celaá, il s'adresse à Huerta et lui indique « ton exemple sera pour moi un exemple », en référence à la démission de son prédécesseur. Il se félicite ensuite du consensus semblant se dégager au Congrès des députés sur le projet de statut de l'artiste. Il explique enfin que pour lui, « la culture se construit par strates, en accumulant : sur un tas de cendres, on ne construit rien de solide » et qu'il croit profondément en l'innovation.

### Mesures adoptées
Lors de sa réunion du 28 décembre 2018, le conseil des ministres adopte un décret-loi établissant le statut de l'artiste, comprenant à la fois des mesures fiscales, sociales et administratives issues d'un rapport d'une sous-commission du Congrès adopté par l'ensemble des groupes politiques. Le 22 janvier 2019, José Guirao défend devant les députés la ratification du texte, invoquant « la recherche de la professionnalisation d'un secteur qui se voit entraîné, à de trop nombreuses occasions, dans la précarité » et soulignant que « tous les mesures tendant à la protection et à la stimulation [de la richesse culturelle espagnole] nous reviendront comme un bénéfice pour l'ensemble de la société ». Après que le décret-loi a reçu un soutien unanime dans l'hémicycle, il se félicite de ce « consensus, précisément autour d'une réglementation qui favorise notre production artistique et culturelle et protège les membres de notre société qui la rendent possible, eux qui peuvent parfois se trouver dans une détresse injuste ».
Le 1er février 2019, il annonce le dépôt à venir d'une sollicitation pour prendre provisoirement le contrôle de la Société générale des auteurs et éditeurs (SGAE, chargée de la perception et redistribution des droits d'auteur) auprès de l'Audience nationale, après que celle-ci a une nouvelle fois refusé de réformer ses statuts, comme le réclame le ministère de la Culture depuis plusieurs mois, et afin de rendre enfin plus transparente la répartition des sommes perçues au titre des droits d'auteur et d'instaurer le vote électronique pour les processus qui impliquent l'ensemble des adhérents. Après s'être engagée une semaine plus tard à agir conformément aux souhaits émis par l'exécutif, la direction de la SGAE approuve effectivement en mai suivant de nouveaux statuts, la mise en place du vote électronique, et une nouvelle clé de répartition des droits d'auteurs. La chambre du contentieux administratif de l'Audience nationale rejette le 18 juin la prise de contrôle de la société par l'État, ce qu'elle réitère six mois plus tard, après le dépôt d'un nouveau recours le 21 juin.
À la suite de l'incendie de Notre-Dame de Paris, il annonce à la fin du mois d'avril 2019 un investissement de 3,5 millions euros supplémentaires en faveur des plans de sauvegarde des biens culturels, déjà en cours de révision : 3 millions euros issus de deux services de son ministère et 500 000 euros provenant du ministère de l'Équipement.

### Départ du gouvernement
Le comité provincial du PSOE d'Almería investit, le 9 mars 2019, José Guirao tête de liste au Congrès des députés pour les élections générales du 28 avril suivant à 94 % des voix, conformément au souhait exprimé par la direction nationale et bien que son nom n'ait pas été soumis au vote consultatif des militants, qui avaient massivement appuyé le député sortant, Juan Jiménez Tortosa. Après que le Congrès a échoué à investir un président du gouvernement, de nouvelles élections sont convoquées le 10 novembre, pour lesquelles sa candidature est confirmée.
Alors que le second gouvernement de Pedro Sánchez est en cours de formation, il est révélé le 11 janvier 2020 que le poste de ministre de la Culture et des Sports reviendra à José Manuel Rodríguez Uribes, philosophe, député à l'Assemblée de Madrid et ancien délégué du gouvernement dans la communauté de Madrid. Les deux hommes procèdent à la cérémonie de passation des pouvoirs au siège du ministère deux jours plus tard, José Guirao revendiquant pour les pouvoirs publics un rôle d'accompagnement et d'aide « aux créateurs et aux citoyens » qui font la vie culturelle. Le départ de ce ministre à la gestion consensuelle crée une grande surprise au sein du secteur culturel.
Alors que le journal La Voz de Almería indiquait, au moment de son départ du ministère, qu'il conserverait son mandat de député, il en démissionne dès le 29 janvier, afin de retourner à sa vie professionnelle d'administrateur culturel, son siège revenant au premier non-élu sur sa liste, Indalecio Gutiérrez.

## Mort
La fondation Montemadrid, dont il était salarié, annonce le 11 juillet 2022 la mort de José Guirao à Madrid, des suites d'un cancer. Sa mémoire est saluée, principalement sur le réseau social Twitter, par un grand nombre de personnalités politiques, issues de tous les bords : le président du gouvernement, Pedro Sánchez, plusieurs de ses ministres, la présidente du Congrès, Meritxell Batet, et le président du Sénat, Ander Gil, du Parti socialiste ; la députée Ana Pastor, le président de la Junte d'Andalousie, Juanma Moreno, et le président de la région de Murcie, Fernando López Miras, du Parti populaire ; Macarena Olona, de Vox ; la ministre du Travail, Yolanda Díaz, d'Unidas Podemos ; et Inés Arrimadas, de Ciudadanos.

## Articles
- Avec Bartomeu Marí, Vicente Todolí et Estrella de Diego, « Art contemporain : le grand pari institutionnel », Perspective, 2 | 2009, 247-254 [mis en ligne le 24 juin 2013, consulté le 31 janvier 2022. URL : http://journals.openedition.org/perspective/1376 ; DOI : https://doi.org/10.4000/perspective.1376].